# Temper (bedrijf)
Temper is een Nederlands online platform waarop freelance flexwerkers en het bedrijfsleven met elkaar in contact kunnen komen over het verrichten van kortdurende klussen in horeca, logistiek en detailhandel. Het bedrijf is landelijk actief in circa 20 grotere steden. Het hoofdkantoor zetelt in Amsterdam.

## Geschiedenis en ontwikkeling
Temper B.V. is op 6 juli 2015 in Amsterdam opgericht door Paul Eggink, Jeroen Jochems, Hendrik van Benthem, Hugo Feenstra, Augustus Schraven en Niels Arntz.
Eind 2017 en begin 2018 startte Temper met pilots om vrijwilligers in te zetten bij Amsterdam Cares en Ronald McDonald Huis VUmc Amsterdam, waarna ook vrijwilligersklussen werden toegevoegd aan de website/app.
In 2018 sloten de FNV Horecabond en Temper een samenwerkingsverband met als doel het aantrekkelijker maken en houden van de horeca voor alle werkenden, door de nadruk te leggen op een goede werksfeer en arbeidsvoorwaarden.
Eind 2018 is Temper uitgeroepen tot Rising Star 2018, tijdens de Deloitte Technology Fast 50.
Begin 2019 richtten Temper en Roamler de stichting FreeFlex United op. Beide platforms wilden laten zien dat ook de platformeconomie zorg kan dragen voor haar freelancers. Op 2 mei 2019 kondigden Temper en Schreuder Verzekert vernieuwing aan in de verzekeringssector, met een aansprakelijkheidsverzekering per minuut.
In juni 2020 dreigden vakbonden FNV en CNV om Temper voor de rechter te slepen, omdat het schijnzelfstandigen verhuurt. In oktober 2020 sleepten beide vakbonden het online platform voor de rechter. De vakbonden stelden dat Temper een verkapt uitzendbureau is en dat het de mensen die het aan het werk heeft ook zo moet betalen en behandelen.
De Belastingdienst heeft de modelovereenkomst waarmee het digitale werkplatform de relatie tussen opdrachtgevers en opdrachtnemers regelt, in mei 2021 voor een tweede keer verlengd, tot 1 januari 2022. Flexkrachten die via platform Temper werken, blijven voor de Belastingdienst voorlopig ondernemers. Op 1 juni 2021 stelden Temper en vijf andere platformbedrijven een sociaal akkoord voor aan de formatietafel. Met een sociaal akkoord wilden de platformbedrijven afspraken maken over het behoud van de voordelen van platformwerk voor platformwerkers - zoals flexibel en toegankelijk werk - en het verbeteren van de sociale bescherming voor platformwerkers. De zes platformbedrijven (Temper, Deliveroo, Uber, Helpling, Roamler en YoungOnes) hebben onderzoeksbureau Motivaction in oktober 2021 laten onderzoeken wat de platformwerkers zelf vinden van hun werk en van het advies over zzp-werk van de Sociaal-Economische Raad. Uit het onderzoek blijkt de mensen die via deze platforms werken, vaak geen werknemer willen zijn. Ze zijn bang dat dat ten koste gaat van hun vrijheid.
Op 9 december 2021 steltde de Europese Commissie een reeks maatregelen voor om de arbeidsomstandigheden van platformwerkers te verbeteren en de duurzame groei van digitale arbeidsplatformen in de EU te ondersteunen. Omdat Temper geen invloed uitoefent op het verkrijgen en uitvoeren van werk, bleef het buiten schot.

## Toepassing en gebruik
De aangesloten horeca, retailbedrijven en instellingen kunnen via app of via de website een tijdelijke overeenkomst van opdracht sluiten met de freelance flexwerkers.